# Football Club Sterilgarda Castiglione 2011-2012
Questa pagina raccoglie le informazioni riguardanti il Football Club Sterilgarda Castiglione nelle competizioni ufficiali della stagione 2011-2012.

## Risultati

### Serie D

#### Poule scudetto
| Aosta 13 maggio 2012, ore 15:00 Turno preliminare - Giornata 1 | Saint-Christophe          | 0 – 0 referto | Sterilgarda Castiglione | Stadio Mario Puchoz\| Arbitro: \| Riccardo Panarese (Lecce) \| |
| Arbitro:                                                       | Riccardo Panarese (Lecce) |               |                         |                                                                |

| Arbitro: | Daniele Gozzi (Siena) |

|  |           |                                           |
|  | Marcatori | 30’ Lauria 32’, 41’ Oliveira 89’ Essoussi |